# Andy Goodrich
Andrew Lee „Andy“ Goodrich  (* 17. Januar 1928 in Memphis, Tennessee; † 19. Oktober 2008 in Bryn Mawr, Pennsylvania) war ein US-amerikanischer Altsaxophonist des Modern Jazz sowie Musikpädagoge und Hochschullehrer.
Andy Goodrich zählt zu den Veteranen der Chicagoer Jazzszene. Er studierte an der Tennessee State University. Danach leistete er in Korea seinen Militärdienst ab und zog nach Nashville, wo er zehn Jahre Musik an öffentlichen Schulen unterrichtete. Er war Mitglied der Bürgerrechtsbewegung und wechselte zur Michigan State University, wo er 1969 den Doktortitel erwarb; er war dann als Dozent an der University of Maryland tätig. Goodrich war Lehrer von Booker Little, Charles Lloyd und Harold Mabern. Mit Robert Harris schuf er das erste Programm für afro-amerikanische Musik als Abend-College an der Michigan State University. Später zog er nach Chicago und konzentrierte sich nach seinem Rückzug von seiner Lehrtätigkeit in den 1990er Jahren darauf, wieder als Musiker zu arbeiten. Erst 1996 entstand ein erstes Album unter eigenem Namen, Motherless Child auf dem Chicagoer Label Delmark mit Eddie Henderson, Harold Mabern, James Williams, Buster Williams und Billy Hart.
Goodrichs Saxophonstil  ist von Eddie Vinson, Charlie Parker, Sonny Stitt und Benny Carter beeinflusst.